# Fürstenberg-Stühlingen
Fürstenberg-Stühlingen fu una Contea della Germania, situata nei territori del Langraviato di Stühlingen. Si originò dalla partizione del Fürstenberg-Blumberg nel 1614. Venne divisa nel 1704 tra i figli del Conte Prospero Ferdinando cioè Giuseppe Guglielmo Ernesto, ed il Fürstenberg-Weitra al suo figlio nato postumo, Luigi Augusto Egon.

## Conti di Fürstenberg-Stühlingen (1614 - 1704)
- Federico Rodolfo (1614 - 1655)
- Massimiliano Francesco (1655 - 1681)
- Antonio Maria Federico (1681 - 1689) con
  - Prospero Ferdinando (1681 - 1704)
- Giuseppe Guglielmo Ernesto (1704 - 1762)